# Góra Kalwaria
Góra Kalwaria è un comune urbano-rurale polacco del distretto di Piaseczno, nel voivodato della Masovia.
Ricopre una superficie di 145,11 km² e nel 2004 contava 23 824 abitanti.